# Ruprecht von der Pfalz (Köln)

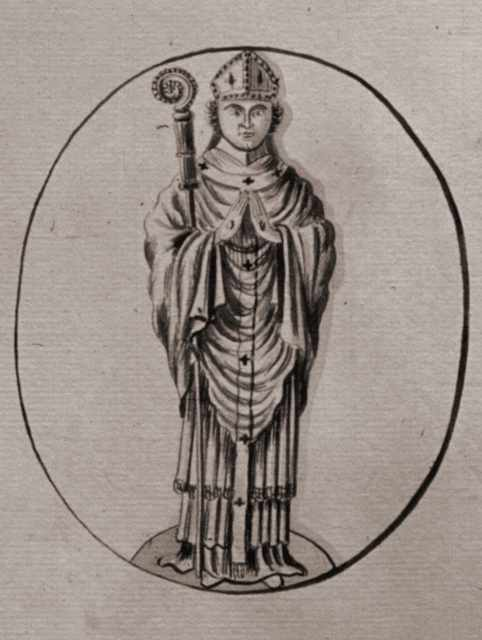
Erzbischof Ruprecht von der Pfalz; zeitgenössische Darstellung.

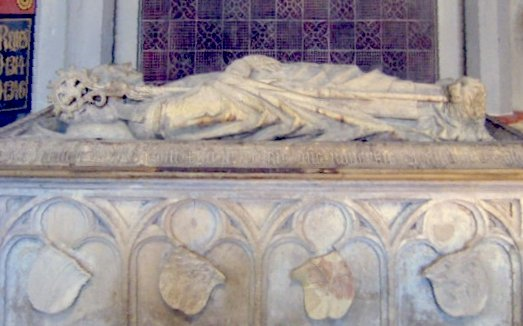
Grabmal von Ruprecht im Bonner Münster

Ruprecht von der Pfalz (* 27. Februar 1427; † 16. Juli 1480 auf Burg Blankenstein) war Erzbischof und Kurfürst von Köln (1463–1480).

## Leben
Seine Eltern waren Kurfürst Ludwig III. von der Pfalz und Mechthild von Savoyen. Ruprechts Großvater war der gleichnamige römisch-deutsche König. 
1443 wurde Ruprecht als „illustris d[omi]nus Robertus Dux Bawariae Comes Palatinus“ an der juristischen Fakultät der alten Universität Köln (Universitas Studii Coloniensis) immatrikuliert.
Ruprecht wurde am 30. März 1463 zum Erzbischof gewählt. Erst im August 1464 durch den Papst bestätigt, sollte er durch seine schwache Tatkraft die Stände Kurkölns in ihren Rechten nicht schmälern und dem Erzstift durch seine Herkunft äußere Sicherheit gewähren. Gleichzeitig sollte er die inneren Probleme des Erzbistums lösen. Am Palmsonntag 1468 empfing Ruprecht die Bischofsweihe. 
Für die ersten Jahre seines Episkopates wurde Ruprecht eine gute Regierung bescheinigt. Vor allem hinsichtlich der Klosterreformen seines Bistums konnte er Erfolge vorweisen. Selbst selten die hl. Messe zelebrierend, ließ er sich doch jeden Tag die Messe lesen. 
Der ungeduldige Ruprecht geriet jedoch in Streit mit seinen Räten und stürzte sich in außenpolitische Aktivitäten. Eine 1467 eingegangene Allianz sollte zur Rückeroberung der Städte Soest, Xanten und Rees führen. Nachdem er im August 1471 durch den Kaiser die Regalien empfangen hatte, forderte er noch im Herbst von den Ständen eine Erhöhung der Steuer. Um den Druck zu erhöhen, besetzte er die vom Kölner Domkapitel in Pfand gehaltene Stadt Zons, was zu einem irreparablen Bruch mit dem Domkapitel führte.
Ebenso versuchte er die Privilegien der Städte innerhalb des Erzstifts zu beschneiden, wurde jedoch bei der Belagerung von Neuss 1474/75 geschlagen. Militärisch unterstützt von seinem Bruder Friedrich I. dem Siegreichen, begann er die Stiftsfehde zu Köln, zu dieser rief er auch Karl den Kühnen, Herzog von Burgund, zu Hilfe.
Nun kündigten ihm auch die Landstände die Treue auf und führten gegen ihn Klage bei Papst und Kaiser. In eine offene Rebellion brachen die Landstände aus, als sie den Domherren Hermann von Hessen zum Hauptmann und Beschirmer des Erzstifts ausriefen. Lediglich einige kleinere Herren der Ritterschaft und Städte standen noch hinter ihm.
Noch im Dezember 1473 versuchte Kaiser Friedrich III. in der Kölner Stiftsfehde zu vermitteln, scheiterte jedoch. Vielmehr band sich Ruprecht noch enger an seine Verbündeten und bezeichnete den Herzog von Burgund als seinen Sachwalter. Vor allem nach dessen Schlachtentod 1477 wurde die Position des Erzbischofs immer schwächer, bis schließlich nur noch die Ämter Kempen und Altenahr zu ihm standen, als er im März 1478 in hessische Gefangenschaft geriet. 
Auf Burg Blankenstein bei Gladenbach in Gefangenschaft, gestand man ihm unter jülich-bergischer Vermittlung die Beibehaltung seines Titels als Erzbischof und einen angemessenen Lebensunterhalt zu. Hierfür sollte er jedoch auf das Erzbistum Köln verzichten. Noch vor Annahme seines Rücktritts durch den Papst verstarb Ruprecht und wurde im Bonner Münster beigesetzt. Sein Nachfolger wurde der Verteidiger der Stadt Neuss, Hermann IV. von Hessen.
Im Herbst 1478 ließ der gefangene Erzbischof durch seinen Weihbischof, Heinrich von Rübenach, in Büderich eine Diözesansynode abhalten. Im Gegensatz zu vielen seiner Vorgänger befolgte er die Folgen des vom Papst über ihn verhängten Kirchenbanns und ignorierte ihn nicht.
Der Erzbischof war ein leidenschaftlicher Jäger und Vogelsteller.